# Gia Tường (xã)
Gia Tường là một xã trung du nằm ở huyện Nho Quan, tỉnh Ninh Bình, Việt Nam.

## Địa lý
Xã Gia Tường cách trung tâm thành phố Ninh Bình 25 km, có vị trí địa lý:
- Phía đông giáp huyện Gia Viễn
- Phía nam giáp xã Đức Long và Lạc Vân
- Phía tây giáp xã Phú Sơn
- Phía bắc giáp tỉnh Hòa Bình và xã Gia Lâm.

Xã Gia Tường có diện tích là 10,38 km², dân số năm 2019 là 5.368 người, mật độ dân số đạt 517 người/km².
Xã này nằm trên Quốc lộ 37C (nâng cấp tỉnh lộ 477, 479) nối từ ngã ba Gián Khẩu (Quốc lộ 1A) qua thị trấn Me đến Ngã ba Chạ sang Hòa Bình. Đây cũng là nơi có tỉnh lộ nối từ thị trấn Nho Quan đến Quốc lộ 37C.

## Kinh tế
Xã Gia Tường có chợ Đế nằm gần cầu Đế, là một trong 9 chợ quê trên địa bàn Nho Quan nằm trong danh sách 107 chợ loại 1, 2, 3 ở Ninh Bình năm 2008.
Năm 2017, được UBND tỉnh Ninh Bình công nhận đạt chuẩn nông thôn mới. Thôn Kiến Phong được chọn để xây dựng khu dân cư kiểu mẫu.